# Чемпионат СССР по лыжным гонкам 1937
10-й лично-командный чемпионат СССР по лыжным гонкам проходил в Москве с 22 по 24 февраля 1937 года. Соревнования проводились по четырём дисциплинам — гонки на 20 и 50 км (мужчины), гонка на 5 и 15 км (женщины).

## Медалисты

### Мужчины
|                | Золото                           | Серебро                              | Бронза                        |
| -------------- | -------------------------------- | ------------------------------------ | ----------------------------- |
| Гонка на 20 км | Королёв Николай «Спартак» Москва | Иванов Алексей СК инфизкульта Москва | Брашнин Сергей ЦДКА Москва    |
| Гонка на 50 км | Васильев Дмитрий ЦДКА Москва     | Королёв Николай «Спартак» Москва     | Бычков Алексей «Медик» Москва |

### Женщины
|                | Золото                              | Серебро                         | Бронза                                 |
| -------------- | ----------------------------------- | ------------------------------- | -------------------------------------- |
| Гонка на 5 км  | Быкова Ирина СК инфизкульта Москва  | Гордеева Анна «Сталинец» Москва | Валентина Максунова «Динамо» Ленинград |
| Гонка на 15 км | Алексеева Александра «Наука» Москва | Линева Анна «Рот-Фронт» Москва  | Конаныхина Неонила «Локомотив» Москва  |